# 2912 Lapalma
2912 Lapalma (1942 DM) là một tiểu hành tinh vành đai chính do Liisi Oterma phát hiện tại Turku ngày 18 tháng 2 năm 1942.